# 劉鴻翱

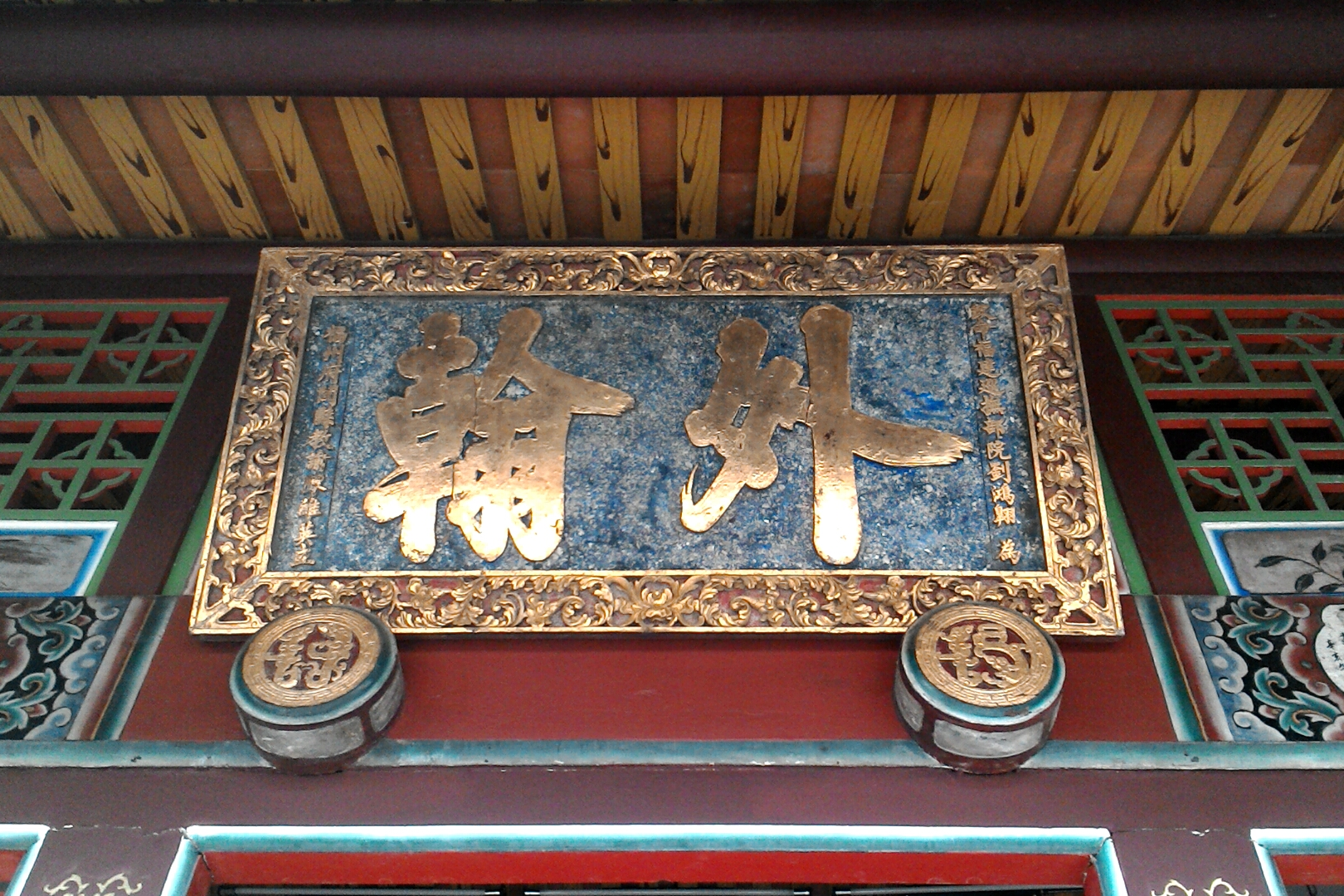
陳悅記祖宅中福建巡撫劉鴻翱所贈「外翰」匾。

劉鴻翱（1778年—1849年），字裴英，號次白，晚號黃葉老人，山東濰縣人，清朝官員。
嘉慶十四年（1809年）己巳恩科進士。道光十三年（1833年），擔任按察使銜分巡台灣兵備道，政明官廉。历任太湖司马、徐州太守，道光二十年（1840年）官至福建巡抚。鸦片战争爆發，组织民間武間抗击英军。道光二十二年（1842年）冬，署理闽浙总督。道光二十三年（1843年）任福建巡抚，道光二十五年（1845年）因腿疾辞归，著有《太湖诗草》。